# Автовіа A-4
Автовіа A-4 або Autopista AP-4 (також називається Autovía del Sur, що означає Південна Autovía) — це іспанський маршрут автовіа та автомагістраль, який починається в Мадриді та закінчується в Кадісі.
Автошлях AP-4; раніше був платним (від Севільї до Кадіса) має загальну довжину 123,80 км.

## Ділянки
| #  | Від          | до           | Довжина   | Назва |
| -- | ------------ | ------------ | --------- | ----- |
| 1  | Мадрид       | Аранхуес     | 52,72 км  | А-4   |
| 2  | Аранхуес     | Оканья       | 14.87 км  | А-4   |
| 3  | Оканья       | Мадрідехос   | 56,95 км  | А-4   |
| 4  | Мадрідехос   | Мансанарес   | 57,35 км  | А-4   |
| 5  | Мансанарес   | Вальдепеньяс | 27,86 км  | А-4   |
| 6  | Вальдепеньяс | Ла-Кароліна  | 68.20 км  | А-4   |
| 7  | Ла Кароліна  | Байлен       | 26.36 км  | А-4   |
| 8  | Байлен       | Андухар      | 29,64 км  | А-4   |
| 9  | Андухар      | Кордова      | 77,31 км  | А-4   |
| 10 | Кордова      | Есіха        | 54.13 км  | А-4   |
| 11 | Есіха        | Кармона      | 53,88 км  | А-4   |
| 12 | Кармона      | Севілья      | 35.18 км  | А-4   |
| 13 | Севілья      | Кадіс        | 123,80 км | А-4   |

## Великі міста які перетнає A-4
- Мадрид
- Пінто
- Аранхуес
- Вальдепеньяс
- Бейлен
- Андухар
- Кордова
- Éсіха
- Кармона
- Севілья
- Дос Германас
- Херес-де-ла-Фронтера
- Ель Пуерто де Санта Марія
- Пуерто Реал
- Кадіс